# Prosotas subardates
Prosotas subardates är en fjärilsart som beskrevs av Lambertus Johannes Toxopeus 1929. Prosotas subardates ingår i släktet Prosotas och familjen juvelvingar. Inga underarter finns listade i Catalogue of Life.